# Anthurium
Anthurium és un gènere de plantes angiospermes de la família de les aràcies, té una distribució neotropical, és a dir, es troba a les zones tropicals d'Amèrica.

## Descripció
Les espècies del gènere Anthurium adopten moltes formes, la majoria de fulles perennes, arbustives o epífites enfiladisses amb arrels que pengen des de la capçada dels arbres fins al sòl. També hi ha formes terrestres de sotabosc i semiepífites. Les fulles són simples, amb pecíol, de formes molt variades i en alguns casos fan més de 100 cm de llargada. Tenen una estructura geniculada, que és única dels gènere Anthurium, i que permet a les plantes de moure les fulles en direcció al sol com fan els capítols florals dels gira-sols.
Les són flors hermafrodites i es troben agrupades en una inflorescència en espàdix, que és característica de les Araceae. L'espàdix pot adoptar moltes formes i colors. Els fruits són baies amb una o moltes llavors o una infructescència.

## Conreu

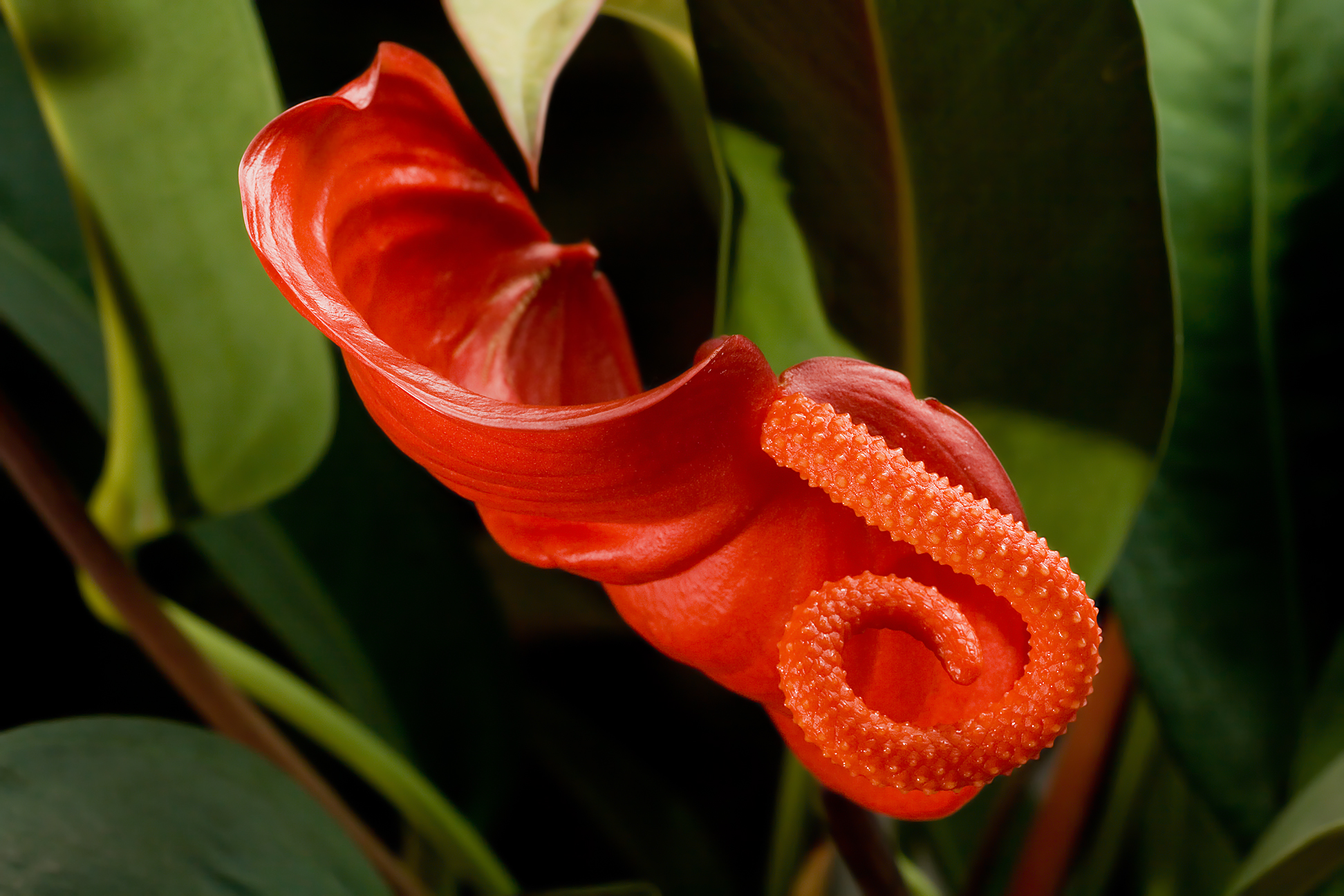
Anthurium scherzerianum, inflorescència

Poden créixer com plantes d'interior o d'exterior en climes suaus, a l'ombra. Prosperen a la majoria de sòls humits amb molta matèria orgànica. Com a plantes d'interior van bé a temperatures entre 16-22 °C i amb menys llum que la que necessiten la majoria de plantes d'interior.

## Propagació
Es poden propagar per esqueixos de tija amb almenys dos nusos. Després s'han de posar en un hivernacle amb calor de fons, evitant la llum solar directa. Quan estan arrelades es poden trasplantar a testos més grans o directament a l'exterior en climes suaus. Un altre sistema és posar la part de baix dels esqueixos dins l'aigua on (en quatre o cinc setmanes) farà arrels i els esqueixos es podran trasplantar. Finalment es poden sembrar les llavors.

## Taxonomia
Aquest gènere va ser publicat per primer cop l'any 1829 a la revista Wiener Zeitschrift für Kunst, Litteratur, Theater und Mode pel botànic austríac Heinrich Wilhelm Schott (1794-1865).

### Espècies
Dins d'aquest gènere es reconeixen les 1144 espècies següents:
- Anthurium abajoense Croat & Zuluaga
- Anthurium acanthospadix Croat & Oberle
- Anthurium acaule (Jacq.) Schott
- Anthurium acebeyae Croat
- Anthurium achupallense Croat
- Anthurium aciculare Croat
- Anthurium aciforme Croat & Delannay
- Anthurium acutangulum Engl.
- Anthurium acutibacca Croat & M.M.Mora
- Anthurium acutifolium Engl.
- Anthurium acutissimum Engl.
- Anthurium acutum N.E.Br.
- Anthurium aduncum Schott
- Anthurium affine Schott
- Anthurium agnatum Schott
- Anthurium alatipedunculatum Croat & R.A.Baker
- Anthurium alatum Engl.
- Anthurium albertiae Croat & D.C.Bay
- Anthurium albidum Sodiro
- Anthurium albispadix (Croat & J.Rodr.) Croat & O.Ortiz
- Anthurium albispatha Sodiro
- Anthurium albovirescens Sodiro
- Anthurium alcatrazense Nadruz & Cath.
- Anthurium alcogolloi Croat
- Anthurium alegrense Theófilo, Manhães & D.R.Couto
- Anthurium alegriasense Engl.
- Anthurium alfaroi Croat
- Anthurium algentryi Croat
- Anthurium alluriquinense Croat
- Anthurium alstonii Croat
- Anthurium altaverapazense Croat & Hormell
- Anthurium alticola Croat
- Anthurium altobueyense Croat
- Anthurium alturaense Croat
- Anthurium alvinii Croat & O.Ortiz
- Anthurium amargalense Croat & M.M.Mora
- Anthurium ameliae Nadruz & Cath.
- Anthurium amistadense Croat
- Anthurium amnicola Dressler
- Anthurium amoenum Kunth & C.D.Bouché
- Anthurium anceps Sodiro
- Anthurium anchicayense Croat
- Anthurium ancuashii Croat & Carlsen
- Anthurium andicola Liebm.
- Anthurium andinum Engl.
- Anthurium andraeanum Linden ex André
- Anthurium andreslovinense Matuda
- Anthurium angelopolisense Croat
- Anthurium angosturense Engl.
- Anthurium angustatum (Kunth) Kunth
- Anthurium angustifolium Theófilo & Sakur.
- Anthurium angustilaminatum Engl.
- Anthurium angustilobum Croat
- Anthurium angustisectum Engl.
- Anthurium angustispadix Croat & R.A.Baker
- Anthurium annularum O.Ortiz, Croat & Baldini
- Anthurium anorianum Croat
- Anthurium antioquiense Engl.
- Anthurium antonioanum Croat
- Anthurium antrophyoides Killip
- Anthurium apanui Croat
- Anthurium apaporanum R.E.Schult.
- Anthurium apiaense Croat
- Anthurium arandae Croat & O.Ortiz
- Anthurium arbelaezii Croat
- Anthurium archilae Croat
- Anthurium arcuatum (Croat) O.Ortiz & Croat
- Anthurium arenasense Croat & D.C.Bay
- Anthurium argyrostachyum Sodiro
- Anthurium aripoense N.E.Br.
- Anthurium arisaemoides Madison
- Anthurium aristatum Sodiro
- Anthurium armbrusteri Croat
- Anthurium armeniense Croat
- Anthurium aroense G.S.Bunting
- Anthurium aromoense Croat
- Anthurium arusiense Croat & M.M.Mora
- Anthurium asplundii Croat
- Anthurium atamainii Croat
- Anthurium atramentarium Croat & Oberle
- Anthurium atroguttatum Croat
- Anthurium atropurpureum R.E.Schult. & Maguire
- Anthurium atrovinosum Temponi, Hammes & Nadruz
- Anthurium atroviride Sodiro
- Anthurium augustinum K.Koch & Lauche
- Anthurium aureum Engl.
- Anthurium auritum Sodiro
- Anthurium austin-smithii Croat & R.A.Baker
- Anthurium aylwardianum Croat
- Anthurium baguense Croat
- Anthurium bakeri Hook.f.
- Anthurium balaoanum Engl.
- Anthurium baldinii Croat & O.Ortiz
- Anthurium balslevii Croat & J.Rodr.
- Anthurium banderasense Croat
- Anthurium bantanum Croat & J.Deal
- Anthurium barbacoasense Engl.
- Anthurium barclayanum Engl.
- Anthurium barreranum Croat & D.C.Bay
- Anthurium barrieri Croat, Scherber. & G.Ferry
- Anthurium barryi Croat
- Anthurium basirotundum Croat
- Anthurium batistae Croat, O.Ortiz & Baldini
- Anthurium bayae Croat
- Anthurium becerrae Croat
- Anthurium beckii Croat & Acebey
- Anthurium bellum Schott
- Anthurium beltianum Standl. & L.O.Williams
- Anthurium benavidesiae Croat
- Anthurium benktsparrei Croat
- Anthurium bernalii Croat
- Anthurium bernardii Croat
- Anthurium berriozabalense Matuda
- Anthurium berryi G.S.Bunting
- Anthurium besseae Croat
- Anthurium betanianum Croat
- Anthurium betsyae Croat
- Anthurium bicordoense Croat
- Anthurium bimarginatum Sodiro
- Anthurium binotii Linden ex Regel
- Anthurium birdseyanum Croat
- Anthurium bittneri Grayum
- Anthurium blanquitense Croat
- Anthurium bocainense Cath. & Nadruz
- Anthurium boekei Croat
- Anthurium bogneri Croat
- Anthurium bogotense Schott
- Anthurium bonplandii G.S.Bunting
- Anthurium boosianum Croat & G.Ferry
- Anthurium boudetii Nadruz
- Anthurium boylei Croat
- Anthurium brachypodum Sodiro
- Anthurium bradeanum Croat & Grayum
- Anthurium bragae Nadruz
- Anthurium bredemeyeri Schott
- Anthurium brenesii Croat & R.A.Baker
- Anthurium brent-berlinii Croat
- Anthurium breviapiculum Croat
- Anthurium brevipedunculatum Madison
- Anthurium brevipes Sodiro
- Anthurium breviscapum Kunth
- Anthurium brevispadix Croat
- Anthurium brigadeiroense Nadruz, Hammes & Temponi
- Anthurium brittonianum Sodiro
- Anthurium bromelicola Mayo & L.P.Félix
- Anthurium brownii Mast.
- Anthurium bruxellense Croat
- Anthurium bucayanum Croat
- Anthurium buchtienii K.Krause
- Anthurium buganum Engl.
- Anthurium bullianum Engl.
- Anthurium bullosum Sodiro
- Anthurium burgeri Croat & R.A.Baker
- Anthurium bushii Croat
- Anthurium bustamanteae Croat, E.Freire, Bleiweiss & Sorn.Mol.
- Anthurium cabrerense Engl.
- Anthurium cabuyalense Croat & J.Rodr.
- Anthurium cachabianum Sodiro
- Anthurium cachoeirense Theófilo & Sakur.
- Anthurium cainarachense Engl.
- Anthurium caldodsonii Croat
- Anthurium calimense Croat & D.C.Bay
- Anthurium callejasii Croat
- Anthurium caloveboranum Croat
- Anthurium campii Croat
- Anthurium camposii Sodiro
- Anthurium canaliculatum Sodiro
- Anthurium candolleanum Sodiro
- Anthurium caparaoense Temponi, Camelo & Nadruz
- Anthurium caperatum Croat & R.A.Baker
- Anthurium caraboboense Croat
- Anthurium caramantae Engl.
- Anthurium carchiense Croat
- Anthurium cardenasii Croat
- Anthurium carinatum Engl.
- Anthurium caripense G.S.Bunting
- Anthurium carlablackiae Croat & O.Ortiz
- Anthurium carmenense Croat
- Anthurium carneospadix Engl.
- Anthurium carnosum Croat & R.A.Baker
- Anthurium carpishense Croat
- Anthurium carrasquillanum Croat & O.Ortiz
- Anthurium cartiense Croat
- Anthurium cartilagineum (Desf.) Kunth
- Anthurium cascajalense Croat
- Anthurium castillomontii Croat, Vannini & Hormell
- Anthurium cataniapoense Croat
- Anthurium caucanum Engl.
- Anthurium caucavallense Croat
- Anthurium caulorrhizum Sodiro
- Anthurium ceratiinum Diels
- Anthurium ceronii Croat
- Anthurium cerrateae Croat & Lingán
- Anthurium cerrobaulense Matuda
- Anthurium cerrocampanense Croat
- Anthurium cerrofrioense Croat & O.Ortiz
- Anthurium cerropelonense Matuda
- Anthurium cerropirrense Croat
- Anthurium cerrosantiagoense Croat & O.Ortiz
- Anthurium chacoense Croat
- Anthurium chamberlainii Mast.
- Anthurium chamulense Matuda
- Anthurium chequitavense Croat
- Anthurium chiapasense Standl.
- Anthurium chimborazense Croat & Carlsen
- Anthurium chinchipense Croat & Lingán
- Anthurium chinimense Croat
- Anthurium chiriquense Standl.
- Anthurium chocoense Croat
- Anthurium chorense Engl.
- Anthurium chorranum Croat
- Anthurium christeliae Croat & O.Ortiz
- Anthurium chromostachyum Croat
- Anthurium chrysolithos Croat & Oberle
- Anthurium chucantiense O.Ortiz, Croat & Baldini
- Anthurium chuchubiense Croat
- Anthurium chucunesense Croat
- Anthurium churchilliorum Croat
- Anthurium churutense Croat & Cornejo
- Anthurium cinereopetiolatum Croat
- Anthurium cipoense Temponi
- Anthurium circinatum Croat
- Anthurium cirinoi Croat
- Anthurium citrifolium Sodiro
- Anthurium clarinervium Matuda
- Anthurium clarkei Croat
- Anthurium clathratum Sodiro
- Anthurium clavatum Croat & R.A.Baker
- Anthurium clavigerum Poepp.
- Anthurium cleistanthum G.M.Barroso
- Anthurium clewellii Croat & O.Ortiz
- Anthurium clidemioides Standl.
- Anthurium cobbiae Croat & Delannay
- Anthurium coclense Croat
- Anthurium cocornaense Croat
- Anthurium coerulescens Engl.
- Anthurium cogolloanum Croat & M.M.Mora
- Anthurium coicoyanense Croat & Ávila Blomb.
- Anthurium coleomischum Gilli
- Anthurium coleorrhiza Croat & D.C.Bay
- Anthurium collettianum Croat
- Anthurium collinsii Croat
- Anthurium colonchense Croat & Cornejo
- Anthurium colonense Croat
- Anthurium colonicum K.Krause
- Anthurium coloradense Croat
- Anthurium combeimense Croat & Oyuela
- Anthurium comtum Schott
- Anthurium concinnatum Schott
- Anthurium concolor K.Krause
- Anthurium conjunctum K.Krause
- Anthurium consimile Schott
- Anthurium consobrinum Schott
- Anthurium conspicuum Sodiro
- Anthurium constrictum Croat & Carlsen
- Anthurium conterminum Sodiro
- Anthurium copense O.Ortiz, M.Cedeño & Croat
- Anthurium corallinum Poepp.
- Anthurium cordatotriangulum Matuda
- Anthurium cordatum (L.) Schott
- Anthurium cordiforme Sodiro
- Anthurium cordobense Croat & D.C.Bay
- Anthurium cordulatum Sodiro
- Anthurium coriaceum G.Don
- Anthurium coripatense N.E.Br. ex Engl.
- Anthurium cornejoi Croat
- Anthurium correae Croat
- Anthurium corrugatum Sodiro
- Anthurium cotejense Croat
- Anthurium cotobrusii Croat & R.A.Baker
- Anthurium cowanii Croat
- Anthurium crassifolium N.E.Br.
- Anthurium crassilaminum Croat
- Anthurium crassinervium (Jacq.) Schott
- Anthurium crassiradix Croat
- Anthurium crassitepalum Croat
- Anthurium crassivenium Engl.
- Anthurium cremersii G.S.Bunting ex Croat
- Anthurium crenatum (L.) Kunth
- Anthurium croatii Madison
- Anthurium cronembergerae Nadruz & Temponi
- Anthurium crystallinum Linden & André
- Anthurium cuasicanum Croat
- Anthurium cubense Engl.
- Anthurium cucullispathum Croat
- Anthurium cultrifolium Schott
- Anthurium cupreonitens Engl.
- Anthurium cupreum Engl.
- Anthurium cupulispathum Croat & J.Rodr.
- Anthurium curicuriariense Croat
- Anthurium curtipedunculum Croat
- Anthurium curtispadix Croat
- Anthurium curvatum Sodiro
- Anthurium curvilaminum Croat
- Anthurium curvispadix Croat
- Anthurium cuspidatum Mast.
- Anthurium cuspidiferum Sodiro
- Anthurium cutucuense Madison
- Anthurium cuyabenoense Croat
- Anthurium cylindratum Croat & D.C.Bay
- Anthurium cymbiforme N.E.Br.
- Anthurium cymbispatha Sodiro
- Anthurium dabeibaense Croat
- Anthurium daguense Engl.
- Anthurium dalmauii Croat
- Anthurium darcyi Croat
- Anthurium davidsei Croat
- Anthurium davidsoniae Standl.
- Anthurium debile Croat & D.C.Bay
- Anthurium debile-emarginatum Croat
- Anthurium debilipeltatum Croat
- Anthurium decipiens A.Hay & M.Cedeño
- Anthurium decurrens Poepp.
- Anthurium decursivum Croat
- Anthurium deflexum Engl.
- Anthurium delannayi Croat
- Anthurium deminutum Croat
- Anthurium dendrobates Sodiro
- Anthurium denudatum Engl.
- Anthurium diazii Croat
- Anthurium dichromum Croat
- Anthurium dichrophyllum Croat
- Anthurium digitatum (Jacq.) Schott
- Anthurium diversicaudex Croat
- Anthurium dolichocnemum Croat
- Anthurium dolichophyllum Sodiro
- Anthurium dolichostachyum Sodiro
- Anthurium dombeyanum Brongn. ex Engl.
- Anthurium dominicense Schott
- Anthurium donovaniae Croat
- Anthurium dorbayae Croat
- Anthurium draconopterum Sodiro
- Anthurium dressleri Croat
- Anthurium dukei Croat
- Anthurium durandii Engl.
- Anthurium dussii Engl.
- Anthurium dwyeri Croat
- Anthurium dylanii Croat
- Anthurium ecuadorense Engl.
- Anthurium effusilobum Croat
- Anthurium effusispathum Croat
- Anthurium eggersii Engl.
- Anthurium eichleri Engl.
- Anthurium elisalevyae Croat
- Anthurium ellenbergii Delannay & Croat
- Anthurium elquincense Croat
- Anthurium emarginatum Baker
- Anthurium eminens Schott
- Anthurium ensifolium Bogner & E.G.Gonç.
- Anthurium ericae Diels
- Anthurium ernesti Engl.
- Anthurium erskinei Mayo
- Anthurium erythrospadix Nadruz, Camelo & Temponi
- Anthurium erythrospathaceum Nadruz & Theófilo
- Anthurium erythrostachyum Croat
- Anthurium esmeraldense Sodiro
- Anthurium espinae Croat
- Anthurium espiranzaense Croat & Zuluaga
- Anthurium eximium Engl.
- Anthurium expansum Gleason
- Anthurium exstipulatum Sodiro
- Anthurium fasciale Sodiro
- Anthurium fatoense K.Krause
- Anthurium faustomirandae Pérez-Farr. & Croat
- Anthurium fendleri Schott
- Anthurium fernandezii Croat
- Anthurium filamatamaense Croat & O.Ortiz
- Anthurium filiforme Engl.
- Anthurium flavescens Poepp.
- Anthurium flavidum N.E.Br.
- Anthurium flavolineatum Sodiro
- Anthurium flavoviride Engl.
- Anthurium flexile Schott
- Anthurium fogdeniorum (Croat) O.Ortiz, M.Cedeño & Croat
- Anthurium folsomianum Croat
- Anthurium fontellanum Nadruz & Leoni
- Anthurium fontoides R.E.Schult.
- Anthurium foreroanum Croat
- Anthurium forgetii N.E.Br.
- Anthurium formosum Schott
- Anthurium fornicifolium Croat
- Anthurium fortunense Croat & O.Ortiz
- Anthurium fosteri Croat
- Anthurium fragae Nadruz
- Anthurium fragrans Croat & D.C.Bay
- Anthurium fragrantissimum Croat
- Anthurium fraseri Engl.
- Anthurium friedrichsthalii Schott
- Anthurium frontinoense Croat & Zuluaga
- Anthurium funiferum Klotzsch & H.Karst. ex Engl.
- Anthurium furcatum Sodiro
- Anthurium fuscopunctatum Sodiro
- Anthurium fusiforme Croat
- Anthurium gaffurii Sodiro
- Anthurium galactospadix Croat
- Anthurium galeanoae Croat & M.M.Mora
- Anthurium galeottii K.Koch
- Anthurium galileanum Croat
- Anthurium gallardoae Cornejo & Croat
- Anthurium gaskinii Croat
- Anthurium gaudichaudianum Kunth
- Anthurium gehrigeri Croat
- Anthurium geitnerianum A.Regel
- Anthurium gelpii Croat
- Anthurium genferryae Croat
- Anthurium geniculatum Sodiro
- Anthurium gentryi Croat
- Anthurium gerherrerae Croat
- Anthurium giganteum Engl.
- Anthurium ginesii Croat
- Anthurium giraldoi Croat
- Anthurium gladiifolium Schott
- Anthurium glanduligerum Engl.
- Anthurium glaucophyllum Sodiro
- Anthurium glaucospadix Croat
- Anthurium globosum Croat
- Anthurium gomesianum Nadruz
- Anthurium gonzalezii Croat
- Anthurium gracile (Rudge) Lindl.
- Anthurium gracililaminum Croat
- Anthurium gracilipedunculatum K.Krause
- Anthurium gracilispadix Croat
- Anthurium gracilistipum Croat
- Anthurium grande W.Bull
- Anthurium grandicataphyllum Croat & M.M.Mora
- Anthurium grandifolium (Jacq.) Kunth
- Anthurium granulineare Croat
- Anthurium grex-avium Madison
- Anthurium griseosessile Croat
- Anthurium gualeanum Engl.
- Anthurium guanacense Engl.
- Anthurium guanchezii G.S.Bunting
- Anthurium guanghuae Croat
- Anthurium guatemalense Croat, Cast.Mont & Vannini
- Anthurium guayaquilense Engl.
- Anthurium gustavii Regel
- Anthurium gymnopus Griseb.
- Anthurium hacumense Engl.
- Anthurium hagsaterianum Haager
- Anthurium halmoorei Croat
- Anthurium haltonii Croat
- Anthurium hamiltonii Croat & Lingán
- Anthurium hammelii Croat
- Anthurium hannoniae Croat
- Anthurium harleyi T.A.Pontes & Mayo
- Anthurium harlingianum Croat
- Anthurium harrisii (Graham) G.Don
- Anthurium hartmanii Croat & O.Ortiz
- Anthurium hastifolium Sodiro
- Anthurium hatschbachii E.G.Gonç.
- Anthurium hayanum O.Ortiz & M.Cedeño
- Anthurium hebetatilaminum Croat & J.Rodr.
- Anthurium hebetatum Croat
- Anthurium hempeanum Croat
- Anthurium henryi Croat
- Anthurium herrerae Croat & P.Huang
- Anthurium herthae K.Krause
- Anthurium hieronymi Engl.
- Anthurium hinoideum Croat & D.C.Bay
- Anthurium hodgei Croat, M.M.Mora & Oberle
- Anthurium hoehnei K.Krause
- Anthurium hoffmannii Schott
- Anthurium holm-nielsenii Croat
- Anthurium holquinianum Croat & D.C.Bay
- Anthurium hookeri Kunth
- Anthurium hornitense Croat
- Anthurium horridum Croat
- Anthurium huacamayoense Croat
- Anthurium huallagense Engl.
- Anthurium huampamiense Croat
- Anthurium huanucense Engl.
- Anthurium huashikatii Croat
- Anthurium huautlense Matuda
- Anthurium huberi G.S.Bunting ex Croat
- Anthurium huixtlense Matuda
- Anthurium humboldtianum Kunth
- Anthurium humoense Croat
- Anthurium hutchisonii Croat
- Anthurium hygrophilum Engl.
- Anthurium ianthinopodum (Engl.) Nadruz & Mayo
- Anthurium icanense G.M.Barroso
- Anthurium idimae Theófilo & Nadruz
- Anthurium idmense K.Krause
- Anthurium illepidum Schott
- Anthurium iltisii Croat
- Anthurium imazaense Croat
- Anthurium imperiale Miq. ex Schott
- Anthurium impolitoellipticum Croat
- Anthurium impolitum Croat
- Anthurium incomptum Madison
- Anthurium inconspicuum N.E.Br.
- Anthurium incurvatum Engl.
- Anthurium incurvum Engl.
- Anthurium infectorium R.E.Schult.
- Anthurium ingramii Croat
- Anthurium intactum Croat & O.Ortiz
- Anthurium intermedium Kunth
- Anthurium interruptum Sodiro
- Anthurium inzanum Engl.
- Anthurium ionanthum Croat
- Anthurium iramireziae G.S.Bunting
- Anthurium isidroense Croat & D.C.Bay
- Anthurium ixtlanense Diaz Jim., Pérez-Farr. & Croat
- Anthurium jaimeanum Croat & Cerón
- Anthurium jaramilloi Croat & J.Rodr.
- Anthurium jefense Croat
- Anthurium jenmanii Engl.
- Anthurium jesusii Croat
- Anthurium jilekii Schott
- Anthurium jimenae Croat
- Anthurium joaquinense Croat & D.C.Bay
- Anthurium johnmackii Croat & Oberle
- Anthurium johnsoniae Croat
- Anthurium jorgemendietanum O.Ortiz, Croat & Baldini
- Anthurium josei Croat
- Anthurium juanguillermoi Croat
- Anthurium julianii G.S.Bunting
- Anthurium julospadix Sodiro
- Anthurium jureianum Cath. & Olaio
- Anthurium kajekaii Croat
- Anthurium kallunkiae Croat
- Anthurium kamemotoanum Croat
- Anthurium kareniae Croat
- Anthurium karstenianum Engl.
- Anthurium kastelskii Schott
- Anthurium kayapii Croat
- Anthurium keatingii Croat
- Anthurium kinsingeriae Croat
- Anthurium kirkdukeorum O.Ortiz & Croat
- Anthurium knappiae Croat
- Anthurium krukovii Croat
- Anthurium kugkumasii Croat
- Anthurium kunayalense Croat & Vannini
- Anthurium kunthii Poepp.
- Anthurium kusuense Croat
- Anthurium lacerdae Reitz
- Anthurium laciniosum Sodiro
- Anthurium lactifructum Croat
- Anthurium laevigatum Croat & O.Ortiz
- Anthurium laevum Croat & O.Ortiz
- Anthurium lakei Croat & P.Huang
- Anthurium laminense Croat
- Anthurium lancea Sodiro
- Anthurium lancetillense Croat
- Anthurium lancifolium Schott
- Anthurium langendoenii Croat & D.C.Bay
- Anthurium langsdorffii Schott
- Anthurium lanjouwii A.M.E.Jonker & Jonker
- Anthurium lasabanetaense Croat & O.Ortiz
- Anthurium latemarginatum Sodiro
- Anthurium latissimum Engl.
- Anthurium lautum Croat & D.C.Bay
- Anthurium lechlerianum Schott
- Anthurium lehmannii Engl.
- Anthurium lennartii Croat
- Anthurium lentii Croat & R.A.Baker
- Anthurium leonianum Sodiro
- Anthurium leonii E.G.Gonç.
- Anthurium leptocaule Croat
- Anthurium leptos Croat
- Anthurium leuconeurum Lem.
- Anthurium leveaui Croat
- Anthurium lezamae Matuda
- Anthurium libanoense Croat
- Anthurium licium Croat & Oberle
- Anthurium lievensii W.Bull
- Anthurium ligulare Croat
- Anthurium lilacinum G.S.Bunting
- Anthurium lilafructum Croat
- Anthurium limonense Grayum
- Anthurium lindenianum K.Koch & Augustin
- Anthurium lindmanianum Engl.
- Anthurium lineolatum Sodiro
- Anthurium linganii Croat
- Anthurium lingua Sodiro
- Anthurium linguifolium Engl.
- Anthurium llanense Croat
- Anthurium llewellynii Croat
- Anthurium lloense Sodiro
- Anthurium loefgrenii Engl.
- Anthurium lojtnantii Croat
- Anthurium longegeniculatum Engl.
- Anthurium longeinternodum Croat
- Anthurium longicaudatum Engl.
- Anthurium longicuspidatum Engl.
- Anthurium longifolium (Hoffm.) G.Don
- Anthurium longipeltatum Matuda
- Anthurium longipes N.E.Br.
- Anthurium longispadiceum K.Krause
- Anthurium longissimilobum Croat
- Anthurium longissimum Pittier
- Anthurium longistamineum Engl.
- Anthurium longistipitatum Croat
- Anthurium longiusculum Croat
- Anthurium loretense Croat
- Anthurium louisii Croat & R.A.Baker
- Anthurium lucens Standl.
- Anthurium lucidum Kunth
- Anthurium lucilanum Croat & O.Ortiz
- Anthurium lucioi Nadruz
- Anthurium lucorum Engl.
- Anthurium luschnathianum Kunth
- Anthurium luteospathum Croat
- Anthurium lutescens Engl.
- Anthurium luteynii Croat
- Anthurium lutheri Croat
- Anthurium luxurians Croat & R.N.Cirino
- Anthurium luzense Diaz Jim., Pérez-Farr. & Croat
- Anthurium lygrum Croat & D.C.Bay
- Anthurium lynniae Croat
- Anthurium maasii Croat
- Anthurium macarenense R.E.Schult. & Idrobo
- Anthurium macbridei K.Krause
- Anthurium macdanielii Croat
- Anthurium machetioides Matuda
- Anthurium macleanii Schott
- Anthurium macphersonii Croat & Oberle
- Anthurium macrocephalum R.E.Schult.
- Anthurium macrolonchium Sodiro
- Anthurium macrophyllum (Sw.) Schott
- Anthurium macropodum E.G.Gonç.
- Anthurium macrospadix Lem.
- Anthurium macrourum Sodiro
- Anthurium maculosum Sodiro
- Anthurium macveaniae Croat
- Anthurium madisonianum Croat
- Anthurium magdae Croat & Lingán
- Anthurium magnificum Linden
- Anthurium magnifolium Croat & J.Rodr.
- Anthurium magrewii Croat
- Anthurium maguirei A.D.Hawkes
- Anthurium malagaense Croat & D.C.Bay
- Anthurium malianum Croat
- Anthurium manabianum Croat
- Anthurium mancuniense C.D.Adams
- Anthurium mansellii Croat
- Anthurium manuanum Croat
- Anthurium marcusianum Theófilo, L.Kollmann & Sakur.
- Anthurium marense K.Krause
- Anthurium margaricarpum Sodiro
- Anthurium marginellum Sodiro
- Anthurium marginervium Croat
- Anthurium mariae Croat & Lingán
- Anthurium maricense Nadruz & Mayo
- Anthurium marinoanum Croat
- Anthurium marleenianum Croat
- Anthurium marmoratum Sodiro
- Anthurium martae Croat & Castaño
- Anthurium martianum K.Koch & Kolb
- Anthurium martinellii Nadruz & Theófilo
- Anthurium masfense Sodiro
- Anthurium mateoi Croat & N.Altam.
- Anthurium mausethii Croat, O.Ortiz & Hormell
- Anthurium maxakali Theófilo, Sakur. & Mayo
- Anthurium maximum (Desf.) Engl.
- Anthurium mayoanum Camelo, Croat & Nadruz
- Anthurium megapetiolatum E.G.Gonç.
- Anthurium melampyi Croat
- Anthurium melanochlorum Croat
- Anthurium melastomatis Croat
- Anthurium membranaceum Sodiro
- Anthurium mendietae Croat
- Anthurium merlei Croat
- Anthurium metallicum Linden ex Schott
- Anthurium miaziense Croat
- Anthurium michelii Guillaumin
- Anthurium microphyllum (Hook.) G.Don
- Anthurium microspadix Schott
- Anthurium mikeneei Croat
- Anthurium minarum Sakur. & Mayo
- Anthurium mindense Sodiro
- Anthurium miniatum Sodiro
- Anthurium minutipustulum Croat
- Anthurium miritiparanaense Croat & J.Watt
- Anthurium misturatum Croat
- Anthurium modicum Croat & Oberle
- Anthurium molaui Croat
- Anthurium molle E.G.Gonç. & J.G.Jardim
- Anthurium mongonense Croat
- Anthurium montanum Hemsl.
- Anthurium monteagudoi Croat & N.Altam.
- Anthurium monteazulense Croat, O.Ortiz & Baldini
- Anthurium monteverdense Croat & R.A.Baker
- Anthurium monticola Engl.
- Anthurium monzonense Engl.
- Anthurium moonenii Croat & E.G.Gonç.
- Anthurium morae Croat
- Anthurium morii Mayo & Haigh
- Anthurium moronense Croat & Carlsen
- Anthurium mostaceroi Croat
- Anthurium mourae Engl.
- Anthurium mucuri E.G.Gonç. & L.F.A.Paula
- Anthurium multinervium Engl.
- Anthurium multisulcatum Engl.
- Anthurium munchiquense Croat
- Anthurium myosuroides (Kunth) Endl.
- Anthurium myosurus Sodiro
- Anthurium nakamurae Matuda
- Anthurium nangaritense Croat
- Anthurium nanum R.E.Schult.
- Anthurium napaeum Engl.
- Anthurium narae Nadruz, Camelo & Temponi
- Anthurium narinoense Croat
- Anthurium narvaezii Croat
- Anthurium navasii Sodiro
- Anthurium naviculare Cath. & Nadruz
- Anthurium nelsonii Croat
- Anthurium nemorale Sodiro
- Anthurium nemoricola R.E.Schult. & Maguire
- Anthurium nervatum Croat
- Anthurium nestorpazii Croat & P.Huang
- Anthurium ngabebuglense Croat & O.Ortiz
- Anthurium nicolasianum Engl.
- Anthurium nigrescens Engl.
- Anthurium nigropunctatum Croat & J.Rodr.
- Anthurium niqueanum Croat
- Anthurium nitens Sodiro
- Anthurium nitidulum Engl.
- Anthurium nitidum Benth.
- Anthurium nizandense Matuda
- Anthurium nomdiosense Croat & O.Ortiz
- Anthurium novencidoanum O.Ortiz & Croat
- Anthurium novitaense Croat
- Anthurium nubicola G.S.Bunting
- Anthurium nutibarense Croat
- Anthurium nymphaeifolium K.Koch & C.D.Bouché
- Anthurium obliquatum Schott
- Anthurium obpyriforme Leimbeck
- Anthurium obscurinervium Croat
- Anthurium obtusatum Engl.
- Anthurium obtusifolium (W.T.Aiton) G.Don
- Anthurium obtusilobum Schott
- Anthurium obtusum (Engl.) Grayum
- Anthurium occidentale Sodiro
- Anthurium ochranthum K.Koch
- Anthurium ochreatum Sodiro
- Anthurium ocotepecense Matuda
- Anthurium oerstedianum Schott
- Anthurium oistophyllum O.Ortiz, Croat & Baldini
- Anthurium oreodoxa Sodiro
- Anthurium oreophilum Sodiro
- Anthurium organense Engl.
- Anthurium orientale Sodiro
- Anthurium orlando-ortizii Croat
- Anthurium orlandoi Croat
- Anthurium ottobuchtienii Croat
- Anthurium ottonis K.Krause
- Anthurium ovatifolium Engl.
- Anthurium ovidioi Croat
- Anthurium oxyanthum Croat & D.C.Bay
- Anthurium oxybelium Schott
- Anthurium oxycarpum Poepp.
- Anthurium oxyphyllum Sodiro
- Anthurium oxystachyum Croat
- Anthurium oyuelae Croat
- Anthurium pachylaminum Croat
- Anthurium pachyspathum K.Krause
- Anthurium pageanum Croat
- Anthurium pahumense Cerón & Croat
- Anthurium palacioanum Croat
- Anthurium palenquense Croat
- Anthurium pallatangense Engl.
- Anthurium pallens Schott
- Anthurium pallidicaudex Croat & M.M.Mora
- Anthurium pallidiflorum Engl.
- Anthurium palmarense Croat
- Anthurium palmatum (L.) Schott
- Anthurium paloraense Croat
- Anthurium palosecense Croat & O.Ortiz
- Anthurium paludosum Engl.
- Anthurium panamense Croat
- Anthurium panduriforme Schott
- Anthurium pandurilaminum Croat
- Anthurium papillilaminum Croat
- Anthurium paradisicum G.S.Bunting
- Anthurium paraguasense Croat
- Anthurium paraguayense Engl.
- Anthurium parambae Sodiro
- Anthurium parasiticum (Vell.) Stellfeld
- Anthurium pariense G.S.Bunting
- Anthurium parvispathum Hemsl.
- Anthurium parvum N.E.Br.
- Anthurium pastasanum Diels
- Anthurium patens Croat
- Anthurium pauciflorum Croat
- Anthurium paucinerve Sodiro
- Anthurium payaminoense Croat & Lingán
- Anthurium pazii Croat
- Anthurium pedatoradiatum Schott
- Anthurium pedatum (Kunth) Endl. ex Kunth
- Anthurium pedrazae Croat & Zuluaga
- Anthurium pedunculare Sodiro
- Anthurium pellucidopunctatum Sodiro
- Anthurium peltatum Poepp.
- Anthurium peltigerum Sodiro
- Anthurium penae Croat
- Anthurium pendens Croat
- Anthurium pendulifolium N.E.Br.
- Anthurium pendulispadix Croat
- Anthurium penningtonii Croat
- Anthurium penonomense Croat
- Anthurium pentaphyllum (Aubl.) G.Don
- Anthurium perijanum G.S.Bunting
- Anthurium perviride Croat & D.C.Bay
- Anthurium pescadilloense Croat
- Anthurium petiolicarinatum Nadruz, Mantovani & Carlsen
- Anthurium petrophilum K.Krause
- Anthurium phyllobaris Croat & D.C.Bay
- Anthurium picadoae O.Ortiz & Croat
- Anthurium pichinchae Engl.
- Anthurium pichindense Croat
- Anthurium pilonense Reitz
- Anthurium pinkleyi Croat & Carlsen
- Anthurium pirottae Sodiro
- Anthurium pirrense Croat
- Anthurium pittieri Engl.
- Anthurium piurensis Croat & Lingán
- Anthurium planadense Croat
- Anthurium plantagineum Sodiro
- Anthurium platyglossum Sodiro
- Anthurium platyrhizum Croat
- Anthurium plowmanii Croat
- Anthurium plurisulcatum Sodiro
- Anthurium pluviaticum R.E.Schult.
- Anthurium podophyllum (Cham. & Schltdl.) Kunth
- Anthurium pohlianum Engl.
- Anthurium poloense Croat
- Anthurium polydactylum Madison
- Anthurium polynervium Temponi & Nadruz
- Anthurium polyneuron Sodiro
- Anthurium polyphlebium Sodiro
- Anthurium polyschistum R.E.Schult. & Idrobo
- Anthurium polystictum Sodiro
- Anthurium porcesitoense Croat
- Anthurium potarense Gleason
- Anthurium pradoense Croat
- Anthurium praealtum Sodiro
- Anthurium pranceanum Croat
- Anthurium prolatum Croat & R.A.Baker
- Anthurium prominens Engl.
- Anthurium promininerve Croat & M.M.Mora
- Anthurium protensum Schott
- Anthurium protrudens Croat
- Anthurium pseudonigrescens Croat
- Anthurium pseudospectabile Croat
- Anthurium pseudotalamancae Croat
- Anthurium psilostachyum Sodiro
- Anthurium ptarianum Steyerm.
- Anthurium ptenospathum Croat & O.Ortiz
- Anthurium puberulinervium Croat
- Anthurium puberulum Croat & Lingán
- Anthurium pucayacuense Croat
- Anthurium pucuroense O.Ortiz & Croat
- Anthurium pulcachense Croat
- Anthurium pulchellum Engl.
- Anthurium pulidoae Croat
- Anthurium pulverulentum Sodiro
- Anthurium punctatum N.E.Br.
- Anthurium punkuyocense Croat
- Anthurium purdieanum Schott
- Anthurium purpureospathum Croat
- Anthurium purpureum N.E.Br.
- Anthurium queirozianum Nadruz
- Anthurium quinindense Croat
- Anthurium quinonesiae Croat
- Anthurium quinquenervium (Kunth) Kunth
- Anthurium quinquesulcatum Sodiro
- Anthurium quipuscoae Croat
- Anthurium radiatum Sodiro
- Anthurium radicans K.Koch & Haage
- Anthurium raimundii Mayo, Haigh & Nadruz
- Anthurium ramoncaracasii Stergios & Dorr
- Anthurium ramonense Engl. ex K.Krause
- Anthurium ramosense Croat
- Anthurium ramosii Croat
- Anthurium ranchoanum Engl.
- Anthurium raphaelense Croat & Delannay
- Anthurium ratonense Croat & O.Ortiz
- Anthurium ravenii Croat & R.A.Baker
- Anthurium recavum Croat
- Anthurium rectinervium Delannay & Croat
- Anthurium redolens Croat
- Anthurium reflexinervium Croat
- Anthurium regale Linden
- Anthurium remotigeniculatum Croat
- Anthurium remotum Croat & D.C.Bay
- Anthurium renteriae Croat
- Anthurium resectum Sodiro
- Anthurium restrepoae Croat
- Anthurium reticulatum Benth.
- Anthurium retiferum Standl. & Steyerm.
- Anthurium rhizophorum Sodiro
- Anthurium rhodorhizum Diels
- Anthurium ribeiroi Nadruz
- Anthurium ricaurtense Croat
- Anthurium rigidifolium Engl.
- Anthurium rimbachii Sodiro
- Anthurium rioacimense Nadruz & Rabelo
- Anthurium riocojimiesense Croat
- Anthurium riodocense Nadruz
- Anthurium riofrioi Sodiro
- Anthurium riograndicola Matuda
- Anthurium riojaense Croat
- Anthurium rionegrense Matuda
- Anthurium riparium Engl.
- Anthurium rivulare Sodiro
- Anthurium rociorojasiae Delannay & Croat
- Anthurium rodrigueziae Croat
- Anthurium rodvasquezii Croat
- Anthurium roezlii Regel
- Anthurium rojasiae Croat
- Anthurium roraimense N.E.Br.
- Anthurium roseonaviculare Croat & O.Ortiz
- Anthurium roseospadix Croat
- Anthurium rosselianum Croat
- Anthurium rotundatum Croat & Carlsen
- Anthurium rotundilobum Engl.
- Anthurium rotundistigmatum Croat
- Anthurium roubikii Croat
- Anthurium rubrifructum Croat
- Anthurium rubrivellus Croat & D.C.Bay
- Anthurium rugulosum Sodiro
- Anthurium rupestre Sodiro
- Anthurium rupicola Croat
- Anthurium rzedowskii Croat
- Anthurium saccardoi Sodiro
- Anthurium sagawae Croat
- Anthurium sagittale Sodiro
- Anthurium sagittaria Linden ex Schott
- Anthurium sagittatum (Sims) G.Don
- Anthurium sagittellum Sodiro
- Anthurium sagrilloanum Theófilo & T.F.Sagrillo
- Anthurium sakuraguianum Nadruz & Temponi
- Anthurium salgarense Croat
- Anthurium salvadorense Croat
- Anthurium salvinii Hemsl.
- Anthurium samamaense Croat & Cornejo
- Anthurium sanctifidense Croat
- Anthurium sanguineum Engl.
- Anthurium sanjorgense Oyuela & Croat
- Anthurium santamariae Croat & O.Ortiz
- Anthurium santaritensis Nadruz & Croat
- Anthurium santiagoense Croat
- Anthurium sapense Croat
- Anthurium sarmentosum Engl.
- Anthurium sarukhanianum Croat & Haager
- Anthurium scaberulum Sodiro
- Anthurium scandens (Aubl.) Engl.
- Anthurium scherzerianum Schott
- Anthurium schlechtendalii Kunth
- Anthurium schottianum Croat & R.A.Baker
- Anthurium schunkei K.Krause
- Anthurium sebastianense Croat & Cerón
- Anthurium seibertii Croat & R.A.Baker
- Anthurium seleri Engl.
- Anthurium × selloanum K.Koch
- Anthurium sellowianum Kunth
- Anthurium septuplinervium Sodiro
- Anthurium shinumas Croat
- Anthurium siapidaarae Zuluaga & Sánchez-Taborda
- Anthurium siccisilvarum K.Krause
- Anthurium sidneyi Croat & Lingán
- Anthurium sierpense Croat
- Anthurium signatum K.Koch & L.Mathieu
- Anthurium silanchense Croat & J.Rodr.
- Anthurium silverstonei Croat & Oberle
- Anthurium silvicola Engl.
- Anthurium silvigaudens Standl. & Steyerm.
- Anthurium simonii Nadruz
- Anthurium simpsonii Croat
- Anthurium sinuatum Benth. ex Schott
- Anthurium siqueirae Nadruz
- Anthurium sixaolense Croat, Belt & O.Ortiz
- Anthurium smaragdinum G.S.Bunting
- Anthurium smithii Croat
- Anthurium sneidernii Croat
- Anthurium sodiroanum Engl.
- Anthurium soejartoi Croat & Oberle
- Anthurium solanoi Croat & O.Ortiz
- Anthurium solitarium Schott
- Anthurium solomonii Croat
- Anthurium sonaense Croat & O.Ortiz
- Anthurium soukupii Croat
- Anthurium sparreorum Croat
- Anthurium spathiphyllum N.E.Br.
- Anthurium spathulifolium Sodiro
- Anthurium spectabile Schott
- Anthurium splendidum W.Bull ex Rodigas
- Anthurium standleyi Croat & R.A.Baker
- Anthurium stephanii Croat & Acebey
- Anthurium sterilispadix K.M.Pimenta & Mayo
- Anthurium stipitatum Benth.
- Anthurium straminopetiolum Croat
- Anthurium striatipes Sodiro
- Anthurium striatum K.Koch & L.Mathieu
- Anthurium striolatum Sodiro
- Anthurium stuebelii Engl.
- Anthurium subaequans Croat & Oberle
- Anthurium subcarinatum Engl.
- Anthurium subcaudatum Engl.
- Anthurium subcoerulescens Engl.
- Anthurium subcordatum Schott
- Anthurium subhastatum Schott
- Anthurium subovatum Matuda
- Anthurium subrotundum Croat
- Anthurium subsagittatum (Kunth) Kunth
- Anthurium subscriptum G.S.Bunting
- Anthurium subsignatum Schott
- Anthurium subtriangulare Engl.
- Anthurium subtrilobum Schott
- Anthurium subtruncatum Sodiro
- Anthurium subulatum N.E.Br.
- Anthurium sucrii G.M.Barroso
- Anthurium suethompsoniae Croat
- Anthurium suffusum Croat & O.Ortiz
- Anthurium sulcatum Engl.
- Anthurium superbum Madison
- Anthurium supianum Engl.
- Anthurium supraglandulum Croat
- Anthurium suramaense Croat
- Anthurium sylvestre S.Moore
- Anthurium sytsmae Croat
- Anthurium tacarcunense Croat
- Anthurium tachiranum Croat
- Anthurium talamancae Engl.
- Anthurium talmonii Mayo & Haigh
- Anthurium tamaense G.S.Bunting
- Anthurium tarapotense Engl.
- Anthurium tatei G.S.Bunting
- Anthurium taylorianum Croat & O.Ortiz
- Anthurium teimosoanum E.G.Gonç. & J.G.Jardim
- Anthurium temponiae Nadruz & Theófilo
- Anthurium tenaense Croat
- Anthurium tenerum Engl.
- Anthurium tenuicaule Engl.
- Anthurium tenuifolium Engl.
- Anthurium tenuireticulum Croat & O.Ortiz
- Anthurium tenuispica Sodiro
- Anthurium teribense Croat
- Anthurium ternifolium Croat & Carlsen
- Anthurium terracola Croat
- Anthurium terryae Standl. & L.O.Williams
- Anthurium testaceum Croat & R.A.Baker
- Anthurium thompsoniae I.Arias
- Anthurium thrinax Madison
- Anthurium tifense Croat & O.Ortiz
- Anthurium tikunorum R.E.Schult.
- Anthurium tilaranense Standl.
- Anthurium timplowmanii Croat
- Anthurium titanium Standl. & Steyerm.
- Anthurium toisanense Croat
- Anthurium tolimense Engl.
- Anthurium tomasiae Cath. & Nadruz
- Anthurium tonduzii Engl.
- Anthurium tonianum Sodiro
- Anthurium torraense Croat
- Anthurium tortuosum Croat
- Anthurium totontepecense Croat
- Anthurium trangulohastatum Croat
- Anthurium treleasei Sodiro
- Anthurium tremulum Sodiro
- Anthurium trianae Engl.
- Anthurium triangulopetiolum Croat
- Anthurium tricarinatum Sodiro
- Anthurium triciafrankiae Croat
- Anthurium trifidum Oliv.
- Anthurium trilobum Lindl.
- Anthurium trinervium Kunth
- Anthurium triphyllum (Willd. ex Schult.) Brongn. ex Schott
- Anthurium trisectum Sodiro
- Anthurium trujilloi Croat
- Anthurium truncatulum Engl.
- Anthurium truncatum E.G.Gonç.
- Anthurium truncicola Engl.
- Anthurium tsamajainii Croat
- Anthurium tubualaense Croat & O.Ortiz
- Anthurium tunquii Croat
- Anthurium tutense Croat
- Anthurium tysonii Croat
- Anthurium uasadiensis G.S.Bunting ex Croat
- Anthurium uleanum Engl.
- Anthurium umbraculum Sodiro
- Anthurium umbricola Engl.
- Anthurium umbrosum Liebm.
- Anthurium unense Nadruz & Cath.
- Anthurium upalaense Croat & R.A.Baker
- Anthurium urvilleanum Schott
- Anthurium utleyorum Croat & R.A.Baker
- Anthurium valenzuelae Croat & N.Altam.
- Anthurium validifolium K.Krause
- Anthurium validinervium Engl.
- Anthurium vallense Croat
- Anthurium vanderknaapii Croat
- Anthurium variegatum Sodiro
- Anthurium variilobum Croat & M.M.Mora
- Anthurium vaupesianum Croat
- Anthurium veitchii Mast.
- Anthurium velutinum Engl.
- Anthurium venadoense Croat
- Anthurium venosum Griseb.
- Anthurium ventanasense Croat
- Anthurium verapazense Engl.
- Anthurium verrucosum Croat & D.C.Bay
- Anthurium versicolor Sodiro
- Anthurium vestitum Sodiro
- Anthurium victorii Nadruz & Cath.
- Anthurium vientense Croat
- Anthurium vinillense G.S.Bunting
- Anthurium viridescens Engl.
- Anthurium viridifusiforme Croat & O.Ortiz
- Anthurium viridispathum E.G.Gonç.
- Anthurium viridivinosum Theófilo & Sakur.
- Anthurium vittariifolium Engl.
- Anthurium vomeriforme Sodiro
- Anthurium wagenerianum K.Koch & C.D.Bouché
- Anthurium wallisii Mast.
- Anthurium walujewii Regel
- Anthurium waramirezii Croat
- Anthurium warintsense Croat
- Anthurium warocqueanum T.Moore
- Anthurium watermaliense L.H.Bailey & Nash
- Anthurium wattii Croat & D.C.Bay
- Anthurium weberbaueri Engl.
- Anthurium wedelianum Croat
- Anthurium wendlingeri G.M.Barroso
- Anthurium werffii Croat
- Anthurium werneri Croat
- Anthurium whitmorei Croat & Lingán
- Anthurium willdenowii Kunth
- Anthurium willifordii Croat
- Anthurium wintersii Croat & D.C.Bay
- Anthurium wurdackii G.S.Bunting
- Anthurium xanthoneurum G.S.Bunting
- Anthurium xanthophylloides G.M.Barroso
- Anthurium yamayakatense Croat
- Anthurium yanacochense Croat, C.Ulloa & E.Freire
- Anthurium yarumalense Engl.
- Anthurium yatacuense Croat
- Anthurium yetlense Matuda
- Anthurium yungasense Croat & Acebey
- Anthurium yurimaguense Engl. ex K.Krause
- Anthurium yutajense G.S.Bunting
- Anthurium zappiae Haigh, Nadruz & Mayo
- Anthurium zeneidae Nadruz
- Anthurium zuluagae Croat